# 久里村
久里村（くりむら）は佐賀県東松浦郡に属していた村。1889年4月1日、町村制度施行により誕生した村であった。
伊岐佐地区や鏡地区では、現在でも教会や石碑などに久里と書かれたものを目にする。

## 歴史
1948年10月1日、原の一部と中原の一部が鏡村に、伊岐佐と黒岩と大野が相知町に編入された。1954年11月1日、唐津市に編入され、消滅した。

## 行政
役場:久里村役場

## 教育

### 小学校
- 久里村立久里小学校（1949年（昭和24年）に久里村立原小学校から改称）
- 久里村立伊岐佐小学校（1888年までは、大野小学校も存在した）

### 中学校
- 久里村立久里中学校（1948年大野地区を相知中学校へ、1952年現在の久里地区を鬼塚中学校へ統合し、廃校）

## 駅
- 久里駅（現在の上久里公民館付近に存在した）

## 名所

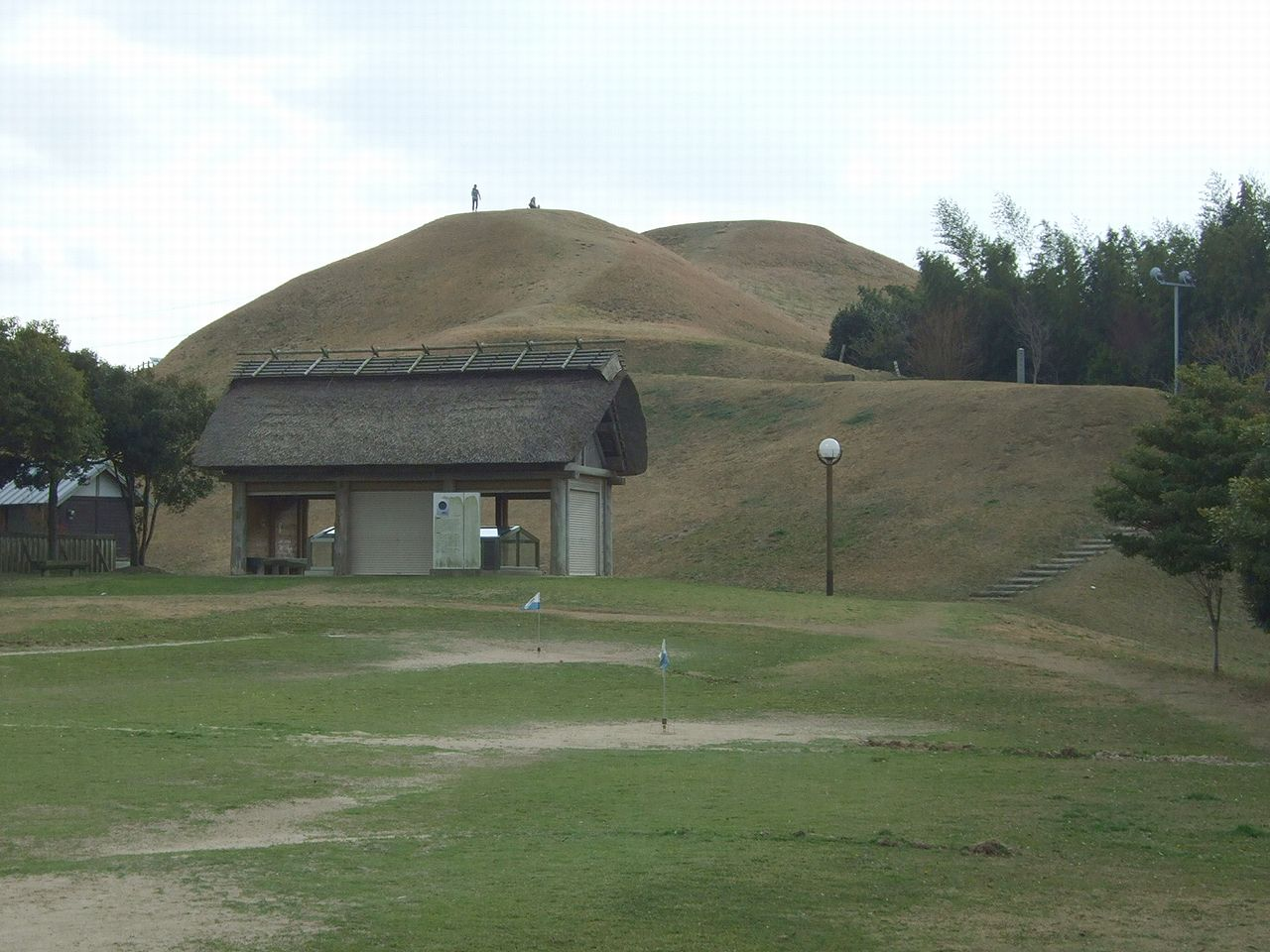
久里双水古墳

- 見帰りの滝（現在は相知町）
- 久里双水古墳